# Linea U4 (metropolitana di Amburgo)
La linea U4 è una delle linee della metropolitana di Amburgo.

## Stazioni
| Stazione              | Apertura | Interscambi | Note |
| --------------------- | -------- | ----------- | ---- |
| Billstedt             | 1969     |             |      |
| Legienstraße          | 1967     |             |      |
| Horner Rennbahn       | 1967     |             |      |
| Rauhes Haus           | 1967     |             |      |
| Hammer Kirche         | 1967     |             |      |
| Burgstraße            | 1967     |             |      |
| Berliner Tor          | 1964     |             |      |
| Hauptbahnhof Nord     | 1968     |             |      |
| Jungfernstieg         | 1973     |             |      |
| Überseequartier       | 2012     |             |      |
| HafenCity Universität | 2012     |             |      |
| Elbbrücken            | 2018     |             |      |